# Cantón de Seltz
El cantón de Seltz era una división administrativa francesa, que estaba situada en el departamento de Bajo Rin y la región de Alsacia.

## Composición
El cantón estaba formado por catorce comunas:
- Beinheim
- Buhl
- Crœttwiller
- Eberbach-Seltz
- Kesseldorf
- Mothern
- Munchhausen
- Niederrœdern
- Oberlauterbach
- Schaffhouse-près-Seltz
- Seltz
- Siegen
- Trimbach
- Wintzenbach

## Supresión del cantón de Seltz
En aplicación del Decreto n.º 2014-185 de 18 de febrero de 2014, el cantón de Seltz fue suprimido el 22 de marzo de 2015 y sus 14 comunas pasaron a formar parte del nuevo cantón de Wissembourg.